# Tournoi féminin de basket-ball à trois aux Jeux olympiques d'été de 2020
Cet article traite de l'épreuve féminine. Pour la compétition masculine, voir Tournoi masculin de basket-ball à trois aux Jeux olympiques d'été de 2020.
Cet article traite de l'épreuve de basket-ball à trois. Pour la compétition à cinq, voir Tournoi féminin de basket-ball aux Jeux olympiques d'été de 2020.
Navigation
Paris 2024
Le tournoi féminin de basket-ball à trois aux Jeux olympiques d'été de 2020 se tient à Tokyo, au Japon, du 25 juillet 2021 au 29 juillet 2021.

## Préparation de l'événement

### Lieu de la compétition
Le tournoi féminin de basket-ball à trois se déroule dans le Parc des sports urbains d'Aomi de Tokyo.

### Calendrier
| P | 1er tour | ¼ | Quarts de finale | ½ | Demi-finales | B | Match pour la médaille de bronze | F | Finale |

| Ven 24 | Sam 25 | Dim 26 | Lun 27 | Lun 27 | Mar 28 | Mar 28 | Mar 28 |
| ------ | ------ | ------ | ------ | ------ | ------ | ------ | ------ |
| P      | P      | P      | P      | ¼      | ½      | B      | F      |

## Acteurs du tournoi

### Équipes qualifiées
Chaque Comité national olympique peut engager une seule équipe dans la compétition.
Les épreuves qualificatives du tournoi féminin de basket-ball à trois des Jeux olympiques se déroulent du 1er novembre 2019 au 6 juin 2021.
| Compétition                         | Date              | Lieu              | Places | Qualifiés                                   |
| ----------------------------------- | ----------------- | ----------------- | ------ | ------------------------------------------- |
| Classement mondial de la FIBA       | 1er novembre 2019 | Utsunomiya, Japon | 4      | ROC (1) Chine (2) Mongolie (3) Roumanie (4) |
| Tournoi de qualification olympique  | 26-30 mai 2021    | Graz, Autriche    | 3      | France (5) Japon (11) États-Unis (12)       |
| Tournoi olympique de l'universalité | 4-6 juin 2021     | Debrecen, Hongrie | 1      | Italie (8)                                  |
| Total                               |                   |                   | 8      |                                             |

### Arbitres
La Fédération internationale de basket-ball a sélectionné 12 arbitres pour les deux tournois masculin et féminin :
| - Vanessa Devlin - Shi Qirong - Su Yu-yen - Sara El-Sharnouby - Edmond Ho - Cecília Tóth | - Marek Maliszewski - Vlad Ghizdareanu - Ievgueni Ostrovski - Jasmina Juras - Markos Michaelides - Glenn Tuitt |

### Joueuses
Chaque nation participante doit présenter un effectif de quatre joueuses. Parmi elles, au moins deux joueuses doivent être classé à une des dix premières places nationales. Toutes les joueuses doivent avoir au minimum 18 ans au début de la compétition.
| Équipe     | Joueuses           | Joueuses                | Joueuses                 | Joueuses            |
| ---------- | ------------------ | ----------------------- | ------------------------ | ------------------- |
| Chine      | Wan Jiyuan         | Wang Lili               | Yang Shuyu               | Zhang Zhiting       |
| États-Unis | Stefanie Dolson    | Allisha Gray            | Kelsey Plum              | Jackie Young        |
| France     | Ana Filip          | Laëtitia Guapo          | Marie-Ève Paget          | Mamignan Touré      |
| Italie     | Chiara Consolini   | Rae Lin D'Alie          | Marcella Filippi         | Giulia Rulli        |
| Japon      | Stephanie Mawuli   | Risa Nishioka           | Mio Shinozaki            | Mai Yamamoto        |
| Mongolie   | Solongo Bayasgalan | Chimeddolgor Enkhtaivan | Tserenlkham Munkhsaikhan | Khulan Onolbaatar   |
| Roumanie   | Claudia Cuic       | Gabriela Mărginean      | Ancuța Stoenescu         | Sonia Ursu-Kim      |
| ROC        | Ievguenia Frolkina | Olga Frolkina           | Ioulia Kozik             | Anastasia Logounova |

## Premier tour

### Format de la compétition
Les huit équipes sont réunies en une poule unique. Chaque équipe rencontre les sept autres une fois. À la fin des matchs de poule, les six meilleures équipes se qualifient pour le tournoi final à élimination directe : les deux premières équipes pour les demi-finales, les quatre suivantes jouent des quarts de finale.
| Légende                            |
| ---------------------------------- |
| Qualifié pour les demi-finales     |
| Qualifié pour les quarts de finale |
| Éliminé du tournoi olympique       |

### Classement
| Rang | Équipe     | %  | J | G | P | Pp  | Moy. |
| ---- | ---------- | -- | - | - | - | --- | ---- |
| 1    | États-Unis | 86 | 7 | 6 | 1 | 136 | 19,4 |
| 2    | ROC        | 71 | 7 | 5 | 2 | 129 | 18,4 |
| 3    | Chine      | 71 | 7 | 5 | 2 | 127 | 18,1 |
| 4    | Japon      | 71 | 7 | 5 | 2 | 130 | 18,6 |
| 5    | France     | 57 | 7 | 4 | 3 | 118 | 16,9 |
| 6    | Italie     | 29 | 7 | 2 | 5 | 98  | 14   |
| 7    | Roumanie   | 14 | 7 | 1 | 6 | 89  | 12,7 |
| 8    | Mongolie   | 0  | 7 | 0 | 7 | 79  | 11,3 |

Règles de départage : 1) Victoires; 2) Confrontations directes; 3) Points marqués.

### Matchs
| 24 juillet 2021 10 h 15 (UTC+09:00) | Rapport | ROC            | 21–18  | Japon        |  | Parc des sports urbains d'Aomi, Tokyo Arbitres : Edmond Ho Cecília Tóth |
| 24 juillet 2021 10 h 15 (UTC+09:00) | Rapport | O. Frolkina, 7 | Points | Shinozaki, 8 |  | Parc des sports urbains d'Aomi, Tokyo Arbitres : Edmond Ho Cecília Tóth |

| 24 juillet 2021 10 h 40 (UTC+09:00) | Rapport | Chine           | 21–10  | Roumanie |  | Parc des sports urbains d'Aomi, Tokyo Arbitres : Marek Maliszewski Vanessa Devlin |
| 24 juillet 2021 10 h 40 (UTC+09:00) | Rapport | Wan J., Yang, 6 | Points | Cuic, 4  |  | Parc des sports urbains d'Aomi, Tokyo Arbitres : Marek Maliszewski Vanessa Devlin |

| 24 juillet 2021 14 h 10 (UTC+09:00) | Rapport | ROC            | 19–9   | Chine     |  | Parc des sports urbains d'Aomi, Tokyo Arbitres : Vanessa Devlin Cecília Tóth |
| 24 juillet 2021 14 h 10 (UTC+09:00) | Rapport | O. Frolkina, 7 | Points | Wan J., 4 |  | Parc des sports urbains d'Aomi, Tokyo Arbitres : Vanessa Devlin Cecília Tóth |

| 24 juillet 2021 14 h 25 (UTC+09:00) | Rapport | Roumanie    | 8–20   | Japon     |  | Parc des sports urbains d'Aomi, Tokyo Arbitres : Sara El-Sharnouby Markos Michaelides |
| 24 juillet 2021 14 h 25 (UTC+09:00) | Rapport | Ursu-Kim, 3 | Points | Mawuli, 9 |  | Parc des sports urbains d'Aomi, Tokyo Arbitres : Sara El-Sharnouby Markos Michaelides |

| 24 juillet 2021 17 h 30 (UTC+09:00) | Rapport | Italie    | 15–14  | Mongolie   |  | Parc des sports urbains d'Aomi, Tokyo Arbitres : Shi Qirong Vlad Ghizdareanu |
| 24 juillet 2021 17 h 30 (UTC+09:00) | Rapport | D’Alie, 8 | Points | Solongo, 7 |  | Parc des sports urbains d'Aomi, Tokyo Arbitres : Shi Qirong Vlad Ghizdareanu |

| 24 juillet 2021 17 h 55 (UTC+09:00) | Rapport | États-Unis | 17–10  | France          |  | Parc des sports urbains d'Aomi, Tokyo Arbitres : Jasmina Juras Edmond Ho |
| 24 juillet 2021 17 h 55 (UTC+09:00) | Rapport | Dolson, 7  | Points | Paget, Touré, 3 |  | Parc des sports urbains d'Aomi, Tokyo Arbitres : Jasmina Juras Edmond Ho |

| 24 juillet 2021 21 h 00 (UTC+09:00) | Rapport | Mongolie        | 9–21   | États-Unis |  | Parc des sports urbains d'Aomi, Tokyo Arbitres : Su Yu-yen Vlad Ghizdareanu |
| 24 juillet 2021 21 h 00 (UTC+09:00) | Rapport | Chimeddolgor, 6 | Points | Gray, 9    |  | Parc des sports urbains d'Aomi, Tokyo Arbitres : Su Yu-yen Vlad Ghizdareanu |

| 24 juillet 2021 21 h 25 (UTC+09:00) | Rapport | France          | 19–16  | Italie    |  | Parc des sports urbains d'Aomi, Tokyo Arbitres : Shi Qirong Jasmina Juras |
| 24 juillet 2021 21 h 25 (UTC+09:00) | Rapport | Filip, Guapo, 6 | Points | D’Alie, 8 |  | Parc des sports urbains d'Aomi, Tokyo Arbitres : Shi Qirong Jasmina Juras |

| 25 juillet 2021 10 h 15 (UTC+09:00) | Rapport | Japon               | 19–10  | Mongolie                 |  | Parc des sports urbains d'Aomi, Tokyo Arbitres : Shi Qirong Markos Michaelides |
| 25 juillet 2021 10 h 15 (UTC+09:00) | Rapport | Mawuli, Yamamoto, 6 | Points | Chimeddolgor, Solongo, 3 |  | Parc des sports urbains d'Aomi, Tokyo Arbitres : Shi Qirong Markos Michaelides |

| 25 juillet 2021 10 h 40 (UTC+09:00) | Rapport | Roumanie     | 14–22  | Italie     |  | Parc des sports urbains d'Aomi, Tokyo Arbitres : Su Yu-yen Ievgueni Ostrovski |
| 25 juillet 2021 10 h 40 (UTC+09:00) | Rapport | Mărginean, 6 | Points | D’Alie, 13 |  | Parc des sports urbains d'Aomi, Tokyo Arbitres : Su Yu-yen Ievgueni Ostrovski |

| 25 juillet 2021 14 h 00 (UTC+09:00) | Rapport | Mongolie       | 5–21   | ROC                   |  | Parc des sports urbains d'Aomi, Tokyo Arbitres : Su Yu-yen Vlad Ghizdareanu |
| 25 juillet 2021 14 h 00 (UTC+09:00) | Rapport | Tserenlkham, 3 | Points | Kozik, O. Frolkina, 8 |  | Parc des sports urbains d'Aomi, Tokyo Arbitres : Su Yu-yen Vlad Ghizdareanu |

| 25 juillet 2021 14 h 25 (UTC+09:00) | Rapport | Chine    | 22–13  | Italie    |  | Parc des sports urbains d'Aomi, Tokyo Arbitres : Cecília Tóth Ievgueni Ostrovski |
| 25 juillet 2021 14 h 25 (UTC+09:00) | Rapport | Zhang, 8 | Points | D’Alie, 6 |  | Parc des sports urbains d'Aomi, Tokyo Arbitres : Cecília Tóth Ievgueni Ostrovski |

| 25 juillet 2021 17 h 30 (UTC+09:00) | Rapport | Roumanie | 11–22  | États-Unis |  | Parc des sports urbains d'Aomi, Tokyo Arbitres : Sara El-Sharnouby Marek Maliszewski |
| 25 juillet 2021 17 h 30 (UTC+09:00) | Rapport | Cuic, 7  | Points | Plum, 12   |  | Parc des sports urbains d'Aomi, Tokyo Arbitres : Sara El-Sharnouby Marek Maliszewski |

| 25 juillet 2021 17 h 55 (UTC+09:00) | Rapport | Japon             | 19–15  | France   |  | Parc des sports urbains d'Aomi, Tokyo Arbitres : Ievgueni Ostrovski Vanessa Devlin |
| 25 juillet 2021 17 h 55 (UTC+09:00) | Rapport | trois joueuses, 5 | Points | Paget, 6 |  | Parc des sports urbains d'Aomi, Tokyo Arbitres : Ievgueni Ostrovski Vanessa Devlin |

| 25 juillet 2021 21 h 00 (UTC+09:00) | Rapport | Chine            | 20–13  | France   |  | Parc des sports urbains d'Aomi, Tokyo Arbitres : Glenn Tuitt Ievgueni Ostrovski |
| 25 juillet 2021 21 h 00 (UTC+09:00) | Rapport | Wang L., Yang, 7 | Points | Touré, 5 |  | Parc des sports urbains d'Aomi, Tokyo Arbitres : Glenn Tuitt Ievgueni Ostrovski |

| 25 juillet 2021 21 h 25 (UTC+09:00) | Rapport | ROC      | 16–20  | États-Unis |  | Parc des sports urbains d'Aomi, Tokyo Arbitres : Jasmina Juras Edmond Ho |
| 25 juillet 2021 21 h 25 (UTC+09:00) | Rapport | Kozik, 8 | Points | Gray, 8    |  | Parc des sports urbains d'Aomi, Tokyo Arbitres : Jasmina Juras Edmond Ho |

| 26 juillet 2021 10 h 15 (UTC+09:00) | Rapport | Japon     | 12–15  | Chine      |  | Parc des sports urbains d'Aomi, Tokyo Arbitres : Marek Maliszewski Vanessa Devlin |
| 26 juillet 2021 10 h 15 (UTC+09:00) | Rapport | Mawuli, 5 | Points | Wang L., 5 |  | Parc des sports urbains d'Aomi, Tokyo Arbitres : Marek Maliszewski Vanessa Devlin |

| 26 juillet 2021 10 h 40 (UTC+09:00) | Rapport | Mongolie       | 14–22  | Roumanie               |  | Parc des sports urbains d'Aomi, Tokyo Arbitres : Su Yu-yen Edmond Ho |
| 26 juillet 2021 10 h 40 (UTC+09:00) | Rapport | Tserenlkham, 6 | Points | Ursu-Kim, Mărginean, 7 |  | Parc des sports urbains d'Aomi, Tokyo Arbitres : Su Yu-yen Edmond Ho |

| 26 juillet 2021 14 h 00 (UTC+09:00) | Rapport | Roumanie          | 12–21  | ROC                       |  | Parc des sports urbains d'Aomi, Tokyo Arbitres : Vanessa Devlin Glenn Tuit |
| 26 juillet 2021 14 h 00 (UTC+09:00) | Rapport | trois joueuses, 4 | Points | O. Frolkina, Logounova, 8 |  | Parc des sports urbains d'Aomi, Tokyo Arbitres : Vanessa Devlin Glenn Tuit |

| 26 juillet 2021 14 h 25 (UTC+09:00) | Rapport | Italie       | 10–22  | Japon     |  | Parc des sports urbains d'Aomi, Tokyo Arbitres : Cecília Tóth Su Yu-yen |
| 26 juillet 2021 14 h 25 (UTC+09:00) | Rapport | Consolini, 4 | Points | Mawuli, 8 |  | Parc des sports urbains d'Aomi, Tokyo Arbitres : Cecília Tóth Su Yu-yen |

| 26 juillet 2021 17 h 30 (UTC+09:00) | Rapport | France   | 22–18  | Mongolie               |  | Parc des sports urbains d'Aomi, Tokyo Arbitres : Ievgueni Ostrovski Sara El-Sharnouby |
| 26 juillet 2021 17 h 30 (UTC+09:00) | Rapport | Guapo, 9 | Points | Tserenlkham, Khulan, 7 |  | Parc des sports urbains d'Aomi, Tokyo Arbitres : Ievgueni Ostrovski Sara El-Sharnouby |

| 26 juillet 2021 17 h 55 (UTC+09:00) | Rapport | Italie          | 13–17  | États-Unis      |  | Parc des sports urbains d'Aomi, Tokyo Arbitres : Shi Qirong Vlad Ghizdareanu |
| 26 juillet 2021 17 h 55 (UTC+09:00) | Rapport | D’Alie, Rulli 4 | Points | Dolson, Gray, 6 |  | Parc des sports urbains d'Aomi, Tokyo Arbitres : Shi Qirong Vlad Ghizdareanu |

| 26 juillet 2021 21 h 00 (UTC+09:00) | Rapport | États-Unis | 21–19  | Chine   |  | Parc des sports urbains d'Aomi, Tokyo Arbitres : Sara El-Sharnouby Markos Michaelides |
| 26 juillet 2021 21 h 00 (UTC+09:00) | Rapport | Plum, 10   | Points | Yang, 8 |  | Parc des sports urbains d'Aomi, Tokyo Arbitres : Sara El-Sharnouby Markos Michaelides |

| 26 juillet 2021 21 h 25 (UTC+09:00) | Rapport | France    | 17–14  | ROC                         |  | Parc des sports urbains d'Aomi, Tokyo Arbitres : Jasmina Juras Shi Qirong |
| 26 juillet 2021 21 h 25 (UTC+09:00) | Rapport | Touré, 10 | Points | O. Frolkina, E. Frolkina, 4 |  | Parc des sports urbains d'Aomi, Tokyo Arbitres : Jasmina Juras Shi Qirong |

| 27 juillet 2021 13 h 30 (UTC+09:00) | Rapport | États-Unis | 18–20  | Japon       |  | Parc des sports urbains d'Aomi, Tokyo Arbitres : Ievgueni Ostrovski Shi Qirong |
| 27 juillet 2021 13 h 30 (UTC+09:00) | Rapport | Dolson, 7  | Points | Yamamoto, 8 |  | Parc des sports urbains d'Aomi, Tokyo Arbitres : Ievgueni Ostrovski Shi Qirong |

| 27 juillet 2021 13 h 55 (UTC+09:00) | Rapport | Chine   | 21–8   | Mongolie        |  | Parc des sports urbains d'Aomi, Tokyo Arbitres : Cecília Tóth Sara El-Sharnouby |
| 27 juillet 2021 13 h 55 (UTC+09:00) | Rapport | Wan, 10 | Points | Chimeddolgor, 5 |  | Parc des sports urbains d'Aomi, Tokyo Arbitres : Cecília Tóth Sara El-Sharnouby |

| 27 juillet 2021 17 h 00 (UTC+09:00) | Rapport | France    | 22–12  | Roumanie               |  | Parc des sports urbains d'Aomi, Tokyo Arbitres : Glenn Tuitt Su Yu-yen |
| 27 juillet 2021 17 h 00 (UTC+09:00) | Rapport | Touré, 11 | Points | Ursu-Kim, Stoenescu, 4 |  | Parc des sports urbains d'Aomi, Tokyo Arbitres : Glenn Tuitt Su Yu-yen |

| 27 juillet 2021 17 h 25 (UTC+09:00) | Rapport | ROC            | 17–9   | Italie   |  | Parc des sports urbains d'Aomi, Tokyo Arbitres : Marek Maliszewski Vanessa Devlin |
| 27 juillet 2021 17 h 25 (UTC+09:00) | Rapport | O. Frolkina, 6 | Points | Rulli, 5 |  | Parc des sports urbains d'Aomi, Tokyo Arbitres : Marek Maliszewski Vanessa Devlin |

## Phase finale

### Tableau
|  | Quarts de finale | Quarts de finale | Quarts de finale | Quarts de finale |                               |                               | Demi-finales                  | Demi-finales                  | Demi-finales | Demi-finales |        |        | Finale | Finale | Finale | Finale |
|  |                  |                  |                  |                  |                               |                               |                               |                               |              |              |        |        |        |        |        |        |
|  |                  |                  |                  |                  |                               |                               |                               |                               |              |              |        |        |        |        |        |        |
|  |                  |                  |                  |                  |                               |                               |                               |                               |              |              |        |        |        |        |        |        |
|  |                  |                  |                  |                  |                               |                               |                               |                               |              |              |        |        |        |        |        |        |
|  |                  |                  |                  |                  |                               |                               |                               |                               |              |              |        |        |        |        |        |        |
|  |                  |                  |                  |                  |                               |                               |                               |                               |              |              |        |        |        |        |        |        |
|  | 1er              | États-Unis       | 18               | 18               |                               |                               |                               |                               |              |              |        |        |        |        |        |        |
|  | 1er              | États-Unis       | 18               | 18               |                               |                               |                               |                               |              |              |        |        |        |        |        |        |
|  |                  |                  | 5e               | France           | 16                            | 16                            |                               |                               |              |              |        |        |        |        |        |        |
|  | 4e               | Japon            | 5e               | France           | 16                            | 16                            | 14                            | 14                            |              |              |        |        |        |        |        |        |
|  | 4e               | Japon            |                  |                  |                               |                               |                               | 14                            |              |              |        |        |        |        |        |        |
|  | 5e               | France           | 16               | 16               |                               |                               |                               |                               |              |              |        |        |        |        |        |        |
|  | 5e               | France           | 16               | 16               | États-Unis                    | États-Unis                    | 18                            | 18                            |              |              |        |        |        |        |        |        |
|  |                  |                  |                  |                  | États-Unis                    | États-Unis                    | 18                            | 18                            |              |              |        |        |        |        |        |        |
|  |                  |                  | ROC              | ROC              | 15                            | 15                            |                               |                               |              |              |        |        |        |        |        |        |
|  |                  |                  |                  |                  | 15                            | 15                            |                               |                               |              |              |        |        |        |        |        |        |
|  |                  |                  |                  |                  |                               |                               |                               |                               |              |              |        |        |        |        |        |        |
|  |                  |                  |                  |                  |                               |                               |                               |                               |              |              |        |        |        |        |        |        |
|  | 2e               | ROC              | 21               | 21               | Match pour la troisième place | Match pour la troisième place | Match pour la troisième place | Match pour la troisième place |              |              |        |        |        |        |        |        |
|  | 2e               | ROC              | 21               | 21               | Match pour la troisième place | Match pour la troisième place | Match pour la troisième place | Match pour la troisième place |              |              |        |        |        |        |        |        |
|  |                  |                  | 3e               | Chine            | 14                            | 14                            |                               |                               |              |              |        |        |        |        |        |        |
|  | 3e               | Chine            | 3e               | Chine            | 14                            | 14                            | 19                            | 19                            |              |              |        |        |        |        |        |        |
|  | 3e               | Chine            |                  |                  |                               |                               |                               | 19                            |              |              | France | France | 14     | 14     |        |        |
|  | 6e               | Italie           | 13               | 13               |                               |                               |                               |                               |              |              | France | France | 14     | 14     |        |        |
|  | 6e               | Italie           | 13               | 13               | Chine                         | Chine                         | 16                            | 16                            |              |              |        |        |        |        |        |        |
|  |                  |                  |                  |                  |                               |                               |                               |                               |              |              |        |        |        |        |        |        |

### Quarts de finale
| 27 juillet 2021 20 h 30 (UTC+09:00) | Rapport | Chine       | 19–13  | Italie               |  | Parc des sports urbains d'Aomi, Tokyo Arbitres : Vanessa Devlin Vlad Ghizdareanu |
| 27 juillet 2021 20 h 30 (UTC+09:00) | Rapport | Wang L., 11 | Points | D’Alie, Consolini, 5 |  | Parc des sports urbains d'Aomi, Tokyo Arbitres : Vanessa Devlin Vlad Ghizdareanu |

| 27 juillet 2021 21 h 50 (UTC+09:00) | Rapport | Japon        | 14–16  | France   |  | Parc des sports urbains d'Aomi, Tokyo Arbitres : Cecília Tóth Ievgueni Ostrovski |
| 27 juillet 2021 21 h 50 (UTC+09:00) | Rapport | Shinozaki, 7 | Points | Paget, 5 |  | Parc des sports urbains d'Aomi, Tokyo Arbitres : Cecília Tóth Ievgueni Ostrovski |

### Demi-finales
| 28 juillet 2021 17 h 00 (UTC+09:00) | Rapport | États-Unis    | 18–16  | France   |  | Parc des sports urbains d'Aomi, Tokyo Arbitres : Jasmina Juras Vlad Ghizdareanu |
| 28 juillet 2021 17 h 00 (UTC+09:00) | Rapport | Gray, Plum, 6 | Points | Filip, 8 |  | Parc des sports urbains d'Aomi, Tokyo Arbitres : Jasmina Juras Vlad Ghizdareanu |

| 28 juillet 2021 18 h 10 (UTC+09:00) | Rapport | ROC       | 21–14  | Chine    |  | Parc des sports urbains d'Aomi, Tokyo Arbitres : Cecília Tóth Marek Maliszewski |
| 28 juillet 2021 18 h 10 (UTC+09:00) | Rapport | Kozik, 10 | Points | Zhang, 7 |  | Parc des sports urbains d'Aomi, Tokyo Arbitres : Cecília Tóth Marek Maliszewski |

### Troisième place
| 28 juillet 2021 20 h 45 (UTC+09:00) | Rapport | France   | 14–16  | Chine      |  | Parc des sports urbains d'Aomi, Tokyo Arbitres : Ievgueni Ostrovski Jasmina Juras |
| 28 juillet 2021 20 h 45 (UTC+09:00) | Rapport | Touré, 8 | Points | Wang L., 9 |  | Parc des sports urbains d'Aomi, Tokyo Arbitres : Ievgueni Ostrovski Jasmina Juras |

### Finale
| 28 juillet 2021 21 h 55 (UTC+09:00) | Rapport | États-Unis | 18–15  | ROC          |  | Parc des sports urbains d'Aomi, Tokyo Arbitres : Edmond Ho Cecília Tóth |
| 28 juillet 2021 21 h 55 (UTC+09:00) | Rapport | Dolson, 7  | Points | Logounova, 6 |  | Parc des sports urbains d'Aomi, Tokyo Arbitres : Edmond Ho Cecília Tóth |

## Statistiques et récompenses

### Classements
| Rang | Équipe     | J  | V | D | PP  | Moy. | %    | Statut                        |
| ---- | ---------- | -- | - | - | --- | ---- | ---- | ----------------------------- |
| 1    | États-Unis | 9  | 8 | 1 | 172 | 19,1 | 89   | Vainqueur de la finale        |
| 2    | ROC        | 9  | 6 | 3 | 165 | 18,3 | 67   | Perdant de la finale          |
| 3    | Chine      | 10 | 7 | 3 | 176 | 17,6 | 70   | Vainqueur de la petite finale |
| 4    | France     | 10 | 5 | 5 | 164 | 16,4 | 50   | Perdant de la petite finale   |
| 5    | Japon      | 8  | 5 | 3 | 144 | 18   | 62,5 | Éliminé en quart de finale    |
| 6    | Italie     | 8  | 2 | 6 | 111 | 13,9 | 25   | Éliminé en quart de finale    |
| 7    | Roumanie   | 7  | 1 | 6 | 89  | 12,7 | 14   | Éliminé au premier tour       |
| 8    | Mongolie   | 7  | 0 | 7 | 79  | 11,3 | 0    | Éliminé au premier tour       |